# Meidoornbesgeweizwam
De meidoornbesgeweizwam (Xylaria oxyacanthae) is een schimmel uit de stam der zakjeszwammen. Hij leeft necrotroof op op de grond liggende bessen van de meidoorn (Crataegus), in bosranden, struwelen en loofbossen op voedselrijke zand- en kleibodems.

## Kenmerken
De ascosporen meten 10-14 × 4,5-6 µm.

## Verspreiding
In Nederland komt de meidoornbesgeweizwam matig algemeen voor. Hij staat niet op de rode lijst en is niet bedreigd.